# 이산어
이산어(이산어: ภาษาอีสาน) 또는 라오 이산어(이산어: ภาษาลาวอีสาน) 또는 북동 타이어(태국어: ภาษาไทยอีสาน)는 태국의 북동부 이산 지방에서 사용되는 언어이다. 정치적으로는 태국어의 방언에 속하나, 언어학적으로는 라오스 라오어의 방언연속체로 보는 것이 더 타당하다. 태국어 표기는 อีสาน으로 이-산-으로 되어 있으나, 장음 이-를 보통 단음으로 발음하는 것이 일반적으로, 이산-ㄴ으로 발음하는 것이 적절하다.
이산어는 기본적으로 라오어와 약간의 악센트 및 어휘의 차이가 있고, 프랑스의 지배를 받은 라오어가 프랑스어로부터의 외래어가 많은 반면에, 이산어는 영어로부터의 외래어가 많은 어휘적 특징이 있다. 또, 이산어는 기본적으로 구어로서의 사용은 활발하나, 문어는 확립되지 않아 문자로 이산어를 표기하는 일은 특수한 경우를 제외하고 많지 않으나, 표기시에는 타이 문자를 사용한다. 태국어와 라오스어는 서로 매우 비슷하고, 문자도 둘 다 크메르어의 영향을 받은 동계의 문자이나, 교육받지 않고도 바로 읽을 수 있을 정도까지 가깝지는 않다. 상대적으로 민족적, 언어적으로 라오족에 가까운 이산인이지만, 타이 문자와 방콕 중심의 중부 태국어를 표준어로 교육받기 때문에, 듣는 라오어는 이해해도, 교육을 받지 않으면 라오어를 읽을 수는 없다. 반대로 국력, 경제력에서 앞서 있는 태국어를 배우려는 라오인이 많아서, 라오인은 태국어를 읽을 수 있다.